# Männiku (Lääne-Nigula)
Koordinaten: 58° 47′ N, 23° 53′ O
Männiku (deutsch Tannenhof) ist ein Dorf (estnisch küla) in der Landgemeinde Lääne-Nigula (bis 2017: Landgemeinde Martna) im Kreis Lääne in Estland.
Der Ort hat acht Einwohner (Stand 31. Dezember 2011). Er liegt 45 Kilometer östlich der Landkreishauptstadt Haapsalu.

## Geschichte
1811 entstand das Gut Mennick bzw. in direkter Übersetzung aus dem Estnischen Tannenhof. Es wurde 1865 in eine Landstelle umgewandelt. Zwanzig Jahre später erwarb es der estnische Bauer Jakob Peets. Später fielen die Ländereien an die Bauern-Agrar-Bank, die das Land verteilte.